# Calvario di Plougastel-Daoulas

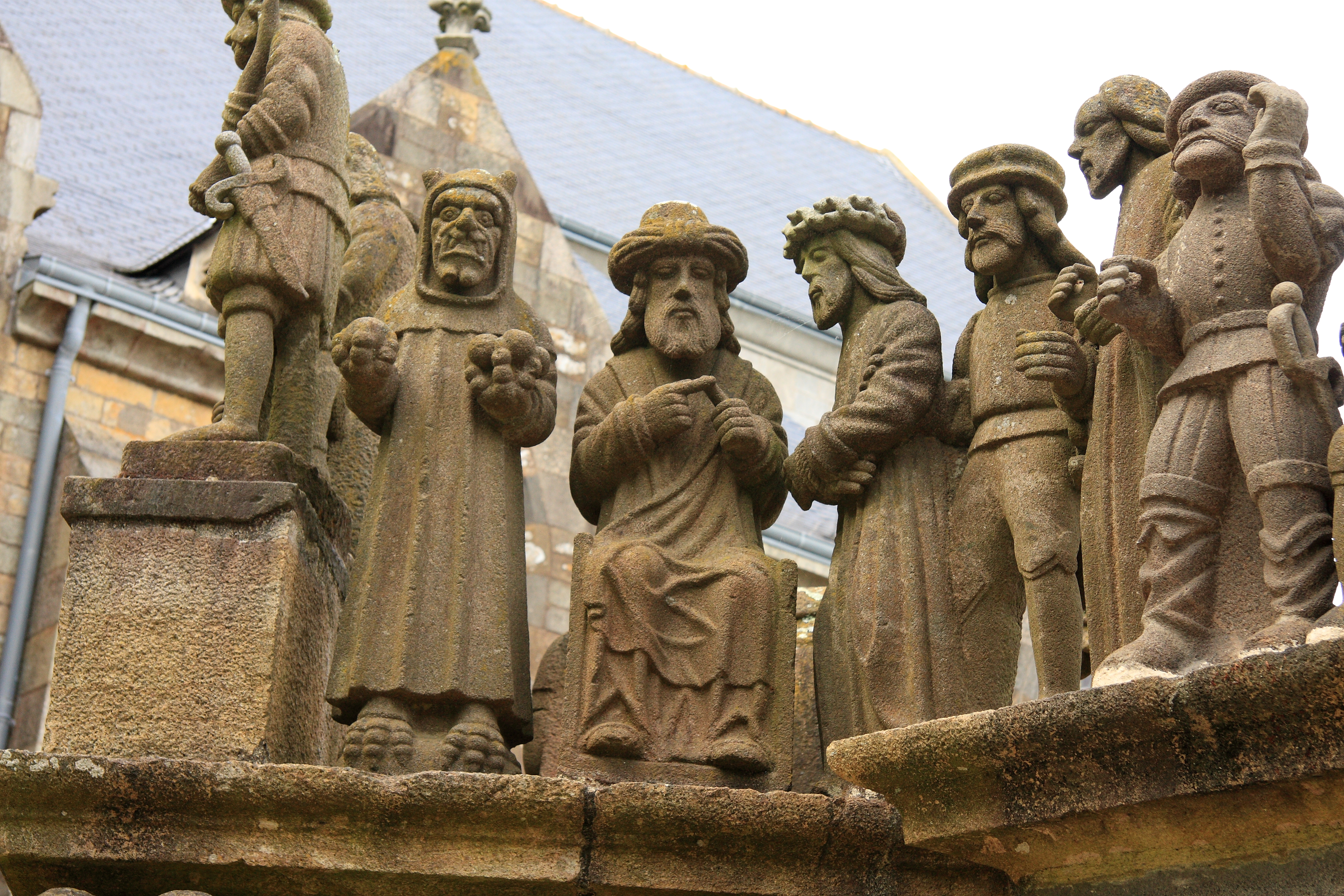
Alcune figure scolpite nel calvario di Plougastel-Daoulas

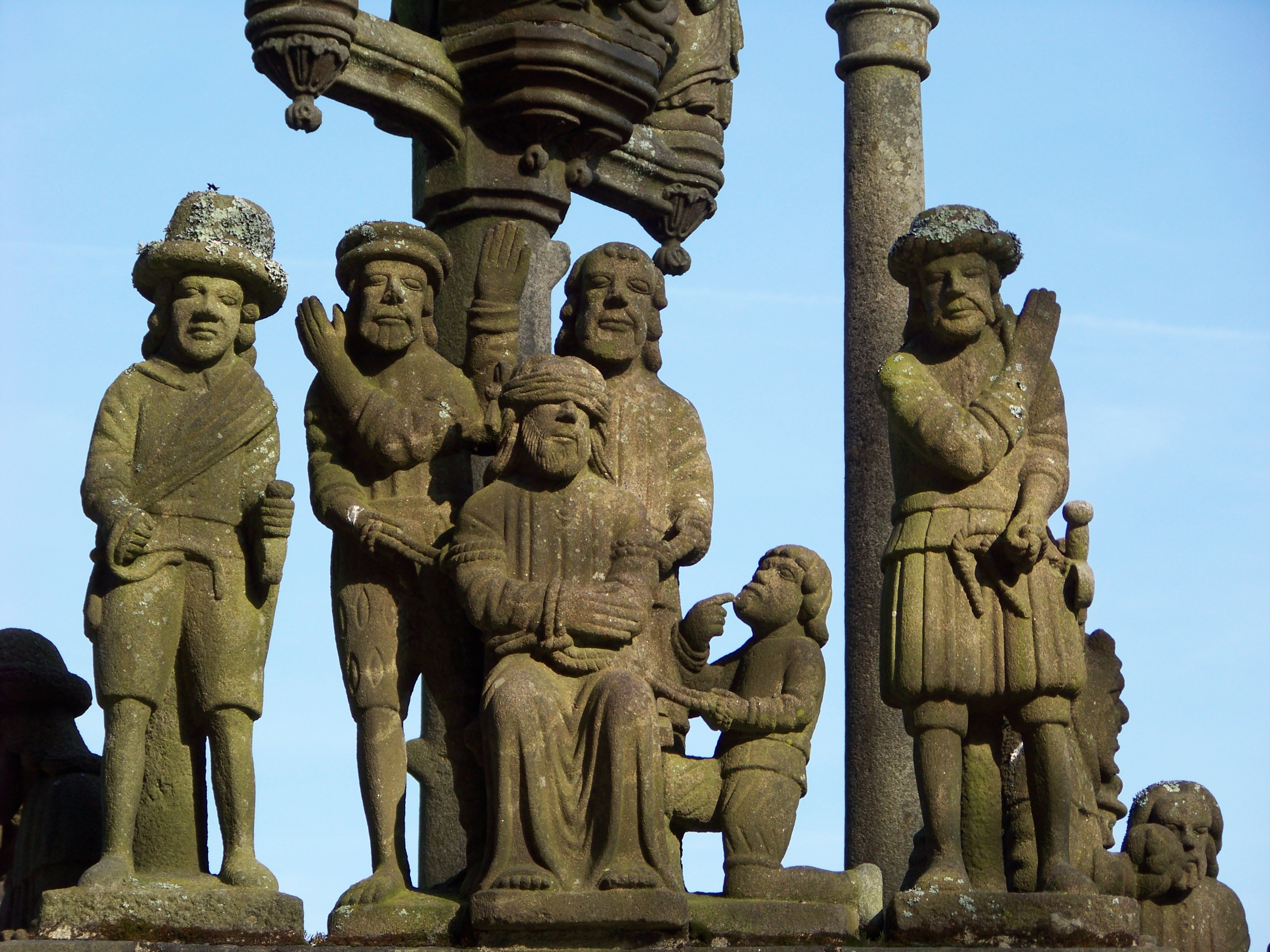
Altre figure scolpite nel calvario

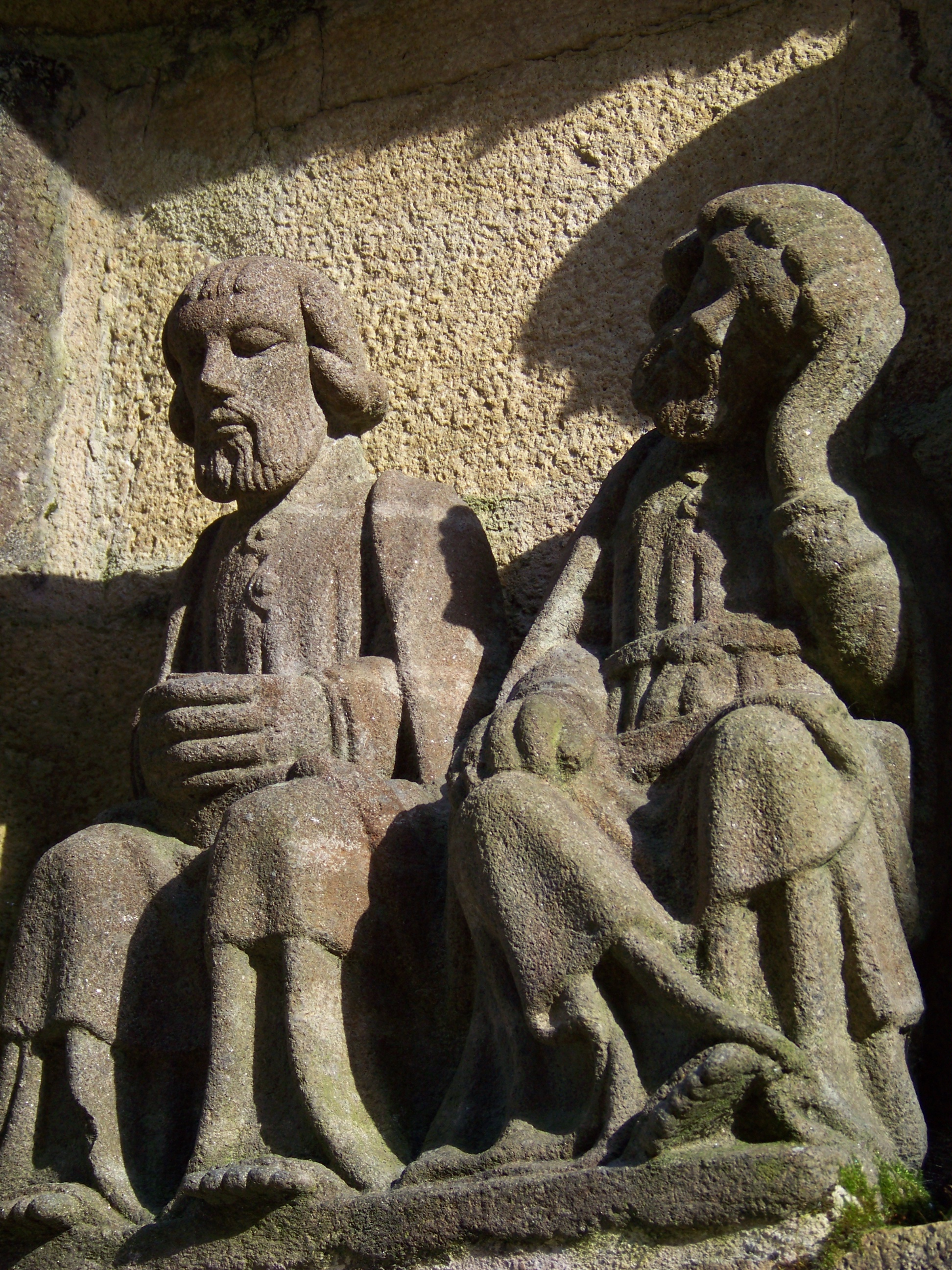
Particolare del calvario

Il calvario di Plougastel-Daoulas (in francese: Calvaire de Plougastel-Daoulas; in bretone: Kalvar Plougastell-Daoulaz) è un monumentale calvario del comune francese di Plougastel-Daoulas, nel Finistère (Bretagna), realizzato tra il 1602 e il 1604. Si trova di fronte alla Chiesa di San Pietro realizzata nel 1870 (che sostituì una chiesa del XVII secolo) ed è tutto ciò che rimane di un complesso parrocchiale (enclos paroissial) andato distrutto.
È classificato come monumento nazionale.

## Storia
Il calvario fu eretto come ringraziamento da parte della popolazione locale per essere sopravvissuti all'epidemia di peste del 1598. Secondo la leggenda, sarebbe il frutto di un voto fatto dal signore di Kereraod, che avrebbe promesso di erigere un monumentale calvario se fosse stato l'ultimo a sopravvivere all'epidemia.
La realizzazione iniziò nel 1602 e terminò nel 1604
Nel corso della Rivoluzione francese, durante l'epoca del Terrore, il calvario fu distrutto. Fu quindi sottoposto ad opera di restauro durante il XIX secolo..
Tra il 23 e il 24 agosto 1944, durante l'avanzata verso Brest nel corso della seconda guerra mondiale, il calvario fu gravemente danneggiato dai bombardamenti dell'aviazione statunitense.
Furono gli stessi statunitensi, in particolare grazie all'interesse di un soldato di nome John Davis Skilton, ad occuparsi del restauro del monumento.

## Descrizione
Il calvario si erge su uno zoccolo in pietra gialla di Logonna-Daoulas e si compone di 171 figure scolpite in kersantite, lo scuro granito bretone, che raffigurano scene della Vita di Cristo disposte su due registri.
Il calvario è sormontato da tre croci, con Cristo affiancato dai due ladroni. Sotto la croce con Gesù sono visibili le date 1602 e 1604.
|  |

Tra le scene raffigurate, vi sono la Natività, la Fuga in Egitto, l'entrata trionfale di Cristo a Gerusalemme, l'Ultima Cena, la Lavanda dei Piedi, ecc. Scena "originale" di questo calvario è quella che raffigura il matrimonio tra Maria e Giuseppe.
Altre scene degne di nota sono l'invocazione di San Roch e San Sebastiano contro la peste e (come nel calvario di Guimiliau) il viaggio agli Inferi di Katell Kollet ("Caterina la perduta").
|  |  |

Il calvario presenta inoltre numerose iscrizioni che danno indicazioni sui possibili autori dell'opera, come la seguente: